# Haut commissariat de la langue arabe
Le Haut commissariat de la langue arabe (المجلس الأعلى للغة العربية, al-Majlis al-Aʻlá li-Lughah al-ʻArabīyah) est une institution d'Algérie dont la fonction est de normaliser et de perfectionner la langue arabe. Il a été fondé en 1996. Son siège se trouve à Alger.